# Крушельницькі (рід)
Крушельницькі (пол. Kruszelniccy) — український галицький шляхетський рід гербу Сас.

## Походження
Згідно з легендою, бере початок від 1395, коли король Владислав II Ягайло надав братам Івану і Дем'яну та їхнім нащадкам у володіння село у тустанській волості Крушельницю:
|                                                                    | Володислав з Божої милості Король Польський і Литовський і Руський, а також багатьох інших земель господар повідомляємо даним Листом про те, що даємо нашим вірним слугам Івану і Дем’яну, а також їхнім синам, що нам служать, бажаючи від них кращої служби, село в Тустанській волості Крушельницю... |
| — з книги «Рубали ліс…» історика і археолога Лариси Крушельницької | |

Нобілітація була підтверджена в XVI ст.. Через розростання роду, він почав ділитись та послуговатися прізвиськами (придомками): Зеленевичі, Лазаревичі, Лепішевичі, Процевичі, Салевичі, Ставниковичі, Сурулевичі, Фризовичі, Чулевичі тощо.

## Опис гербу
У блакитному полі срібний півмісяць, рогами обернений вгору і має на кінцях по золотій шестикутної зірки, а з середини його летить вгору стріла. Над шоломом сім павиних пір'їв — хвіст павича, пробитий стрілою вправо.

## Родова схема
Івашко Крушельницький — у 1497 році король конфіскував його маєтності за відмову брати участь в поході на Буковину, віддав їх шляхтичу Аукту з Паньова

### Ставниковичі

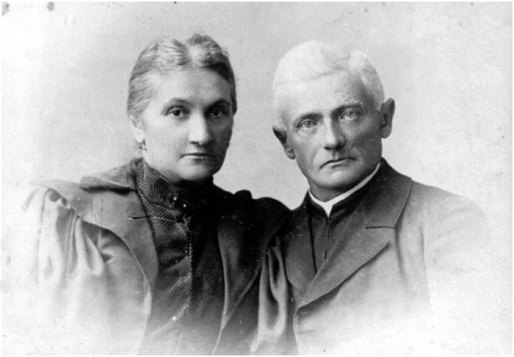
о. Амвросій Крушельницький та його дружина Марія

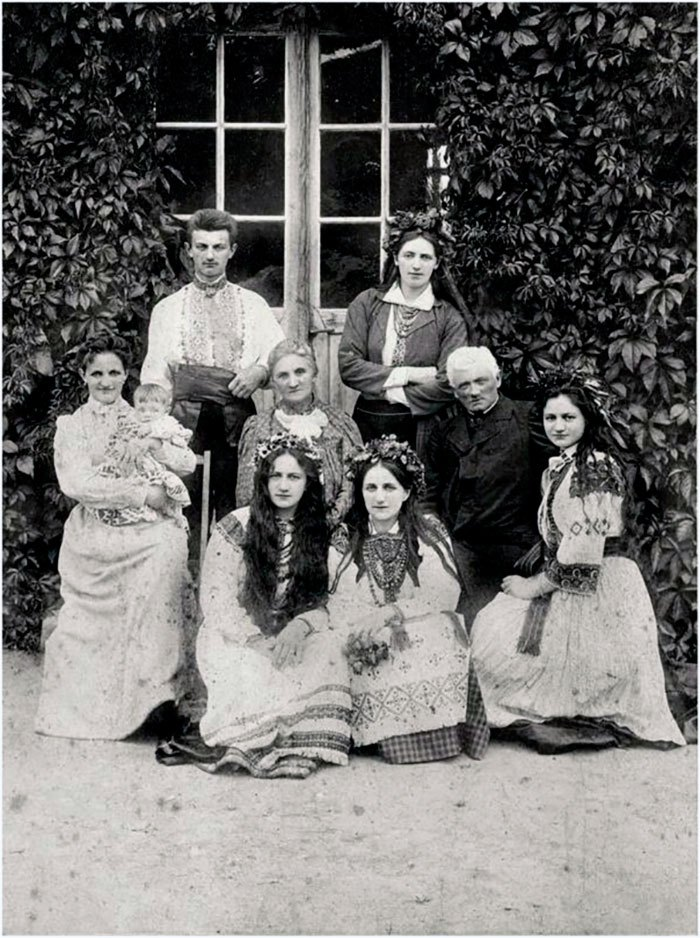
Родина Крушельницьких: о. Амвросій Крушельницький з дружиною Теодорою (сидять у центрі) та дітьми. За спиною в них стоять Володимир і Соломія. Сидять, зліва направо: Олена з донькою, Марія, Емілія, Анна. Кінець 1890-х.

Василь Крушельницький (*1806 — †1889) ∞ Олександра Маринович (*? — †1883)
- Амвросій Крушельницький (*1841 — †1902) ∞ Теодора Марія Савчинська гербу Сулима (*1844 — †1907)
  - Осипа Амвросіївна (*1867 — †1958) ∞ Д-р. Карл Бандрівський (*1855 — †1931)[6]
    - Ольга Карлівна Бандрівська (*1890 — †1970) ∞ Тарас Володимирович Шухевич (*1886 — †1951) — піаніст
    - Володимир Карлович Бандрівський (*1892 — †1949)[7]
    - Одарка Карлівна Бандрівська (*1902 — †1981)

  - о. Степан Крушельницький (*1867 — †1938) ∞ Олександра Киселівська (*1870 — †1944)
    - Ярослав Крушельницький (*1891 — †1945)
    - Володимир Крушельницький (*1892 — †1919)
    - Ольга Крушельницька (*1896 — †1972) ∞ Михайло Киселівський (*1894 — †1951)
    - Микола Максиміліян Крушельницький (*1900 — †1951)
    - Любов Крушельницька (*1910 — †1976) ∞ Володислав Дубравський (*1894 — †1951)

  - Антон Крушельницький (*1866[8] — †1895)
  - Олена Крушельницька (*1870 — †1961) ∞ Володимир Охримович (*1870 — †1931)
  - Соломія Амвросіївна (*1872 — †1952) ∞ Чезаре Річчоні (*1868 — †1938)
  - Емілія Крушельницька (*1875 — †1965) ∞ Іван Стернюк (*1878 — †1971)
  - Марія Крушельницька (*1882 — †1971) ∞ Юліан Дроздовський (*? — †1944)
  - Володимир Крушельницький (*1882 — †1938)
  - Ганна Амвросіївна (*1887 — †1965)
  - Ольга Крушельницька (*? — †?) ∞ NN Шухевич (*? — †?)

### Чулевичі
Антін Крушельницький (*? — †?)
- Антін Крушельницький (*1809 — †1885) ∞ Розалія Кречковська (*1816 — †1898)
  - Володислав Крушельницький (*1845 — †?) ∞ Марія Монастирська гербу Сас (*1858 — †1907)
    - Антін Владиславович (*1878 — †1937) ∞ Марія Степанівна Слобода (*1876 — †1935)
      - Володимира Антонівна (*1903 — †1937)
      - Іван Антонович (*1903 — †1934) ∞ Галина Львівна Левицька гербу Рогаля (*1901 — †1949)
        - Лариса Іванівна (*1928 — †2017) ∞ Доріан NN (*? — †?)
          - Тетяна Доріанівна (*1946) ∞ Ігор Васильович Стасюк (*1938 — †2019)

      - Богдан Антонович (*1906 — †1937) ∞ Наталя Мельник (*? — †?)
      - Тарас Антонович (*1908 — †1934) ∞ Стефанія Шушкевич (*1909 — †1996)
        - Марія Тарасівна (*1934 — †2025) ∞ Ярослав NN (*? — †?)
          - Богдан Ярославович (*1975 — †2008) — фотограф, археолог

      - Остап Антонович (*1913 — †1937)

    - Людмила Владиславівна (*1880 — †1975) — вчителька[9]
    - Іванна Крушельницька (*? — †?) ∞ Омелян Дорош (*? — †?) — митник
      - Юліан-Юрій Дорош (*1909 — †1982) ∞ Стефанія Хоркава (*? — †?)

    - Осип Теодор Крушельницький (*? — †?)
    - Броніслав Михайло Крушельницький (*? — †?)
    - Володимир Крушельницький (*? — †?)
    - Святослав Крушельницький (*? — †?)